# ズラブ・ズビャダウリ
ズラブ・ズビャダウリ（Zurab Zviadauri、1981年7月2日 - ）は、グルジア (現・ジョージア) 出身の柔道家。身長182cm。グルジア出身のギリシャの柔道家でアテネオリンピック金メダリストのイリアス・イリアディス(旧名ジャルジ・ズビャダウリ)のいとこにあたる。

## 経歴
2000年の世界ジュニア90kg級で優勝した。2001年の世界選手権では2位だった。2002年のワールドカップ団体戦では決勝で日本チームに敗れた。2003年の世界選手権でも2位に終わった。しかし、2004年のアテネオリンピックでは90kg級の決勝で日本の泉浩と対戦して勝利し、金メダルを獲得した
2021年8月17日に3人の殺人に関連して逮捕された。

## 主な戦績
- 1998年 - ワールドユースゲームズ　2位
- 1998年 - グルジア国際　3位
- 2000年 - ロシア国際　3位
- 2000年 - ブルガリア国際　優勝
- 2000年 - 世界ジュニア　優勝
- 2001年 - 世界選手権　2位
- 2001年 - グランプリ・モスクワ　3位
- 2002年 - グルジア国際　優勝
- 2002年 - フランス国際　3位
- 2002年 - ヨーロッパ選手権　3位
- 2002年 - ワールドカップ団体戦　2位
- 2002年 - グランプリ・モスクワ　優勝
- 2003年 - 嘉納杯　5位
- 2003年 - ヨーロッパ選手権　7位
- 2003年 - 世界選手権　2位
- 2004年 - アテネオリンピック　優勝
- 2005年 - グルジア国際　優勝
- 2008年 - グルジア国際　優勝
- 2012年 - グルジア国際　3位